# 加戸谷隆斗
加戸谷 隆斗（かどや りゅうと、1971年6月29日 - ）は、日本の元俳優（子役）。現在は脚本家、演出家。芸能活動時の芸名は谷村 隆之（たにむら たかゆき）。東京都出身。

## 経歴・人物
幼少期から活動。1985年の「もしも、学校が…!?」のレイカンこと道也役で注目される。1990年代に入り現在の芸名に戻すも、程なくして引退した。
その後は脚本家などとして活動。2011年に静岡市で行われた「シズオカ×カンヌウィーク2011」のオフィシャルTシャツなどを手がけた。

## 主な出演

### テレビドラマ
- 秘密戦隊ゴレンジャー（1975年、NETテレビ） - 黒田博士の息子 役
- 俺たちの旅（1975年、日本テレビ）
- いろはの"い"（1976年、日本テレビ）
- 土曜ワイド劇場「夏の海にご用心」（1977年9月3日、テレビ朝日） - マサル 役
- 吉宗評判記 暴れん坊将軍（テレビ朝日）
  - 第6回「天晴れ!いも侍」（1978年2月11日） - 太吉 役
  - 第56回「春の淡雪に消えた男」（1979年3月17日） - 大吉 役
  - 第70回「三万石よりどじょう鍋」（1979年6月23日） - 市太郎 役
  - 第108回「将軍に命令する男」（1980年4月19日） - 三吉 役
  - 第186回「男なみだの恋太鼓」（1981年11月21日） - 耕太郎 役
  - 第205回「春ふたたび! 夫婦簪」（1982年4月17日） - 三吉 役
- 俺はあばれはっちゃく（1979年、テレビ朝日） - マサミ 役
- 特捜最前線（テレビ朝日）
  - 第146回「殉職I・津上刑事よ永遠に!」（1980年1月23日）
  - 第227回「警視庁を煙に巻く男!」（1981年9月23日）
  - 第351回「津上刑事の遺言!」（1984年2月15日） - 秋本忍 役
- 長七郎天下ご免!（1980年7月31日、テレビ朝日）　- 鶴松 役
- 銭形平次 第813話 「おしゃまな妖精」（1981年6月9日、フジテレビ） -　万助 役
- 影の軍団II 第4話 - 第16話（1981年、関西テレビ） -　正太 役
- 闇を斬れ 第9話「親の涙は血の涙」（1981年、関西テレビ） - 真之助 役
- 宇宙刑事ギャバン 第37話「おてんばひょうきん姫の地球冒険旅行」（1982年12月24日、テレビ朝日）
- 大戦隊ゴーグルファイブ 第7話「幽霊になったパパ」「（1982年3月20日、テレビ朝日） - 成田タケシ 役
- ハウスこども傑作劇場（テレビ朝日）
  - 「太った君とやせた僕」（1982年5月25日）  - マサキ 役
  - 「泣き虫魔女先生」（1982年7月6日 - 13日）　- ヤチ 役
  - 「さよならうみねこ」（1983年1月11日） - 修一 役
- 右門捕物帖 (1982年のテレビドラマ) 第13話 「さむらい教育」（1983年2月15日、日本テレビ）
- 西部警察 PART-III（石原プロ/テレビ朝日）
  - 第8回「1983,西部署配属 - 五代純 -」（1983年6月5日） - 小宮すすむ
  - 最終回「大門死す、男たちよ永遠に」（1984年）
- オサラバ坂に陽が昇る（1983年、TBS） - 徳山良一 役
- Gメン'82 第15話「現金輸送車の殺人ドライブ」（1983年2月27日、TBS） - 啓太 役
- 事件記者チャボ! 第12話「チャボ! みんなでグレれば恐くない?」（1984年、日本テレビ） - 山脇敏夫 役
- 長七郎江戸日記 第29回「黄色いカラス」（1984年6月26日、日本テレビ） - 大二郎 役
- うちの子にかぎって… 第6話「転校生はスーパーヒーロー?!」（1984年9月21日、TBS） - 上原秀人 役
- 花田春吉なんでもやります 第2話「君のキモチ半分わかります」（1985年、TBS） - 良一 役
- どきんちょ!ネムリン 第29話 （1985年3月17日、フジテレビ） - ケン太 役
- もしも、学校が…!?（1985年、TBS） - 関本道也（レイカン） 役
- 太陽にほえろ! 第693回「わが子へ!」（1986年5月2日、日本テレビ） - 木下守 役
- 3年B組金八先生スペシャルV（1986年12月26日、TBS）- 南 役
- 家庭の問題（1987年 - 1990年、TBS）
- オヨビでない奴! 第12話「ホンダラの奇跡!?」（1988年1月20日、TBS） - 村田和正 役
- 誘惑（1990年、TBS） - 野上明 役
- 人間・失格〜たとえばぼくが死んだら（1994年、TBS） - 家庭教師 役

### 映画
- 難病「再生不良性貧血」と闘う 君はいま光のなかに(1978年、ATG) - 福本貴博 役
- クララ白書 少女隊PHOON（1985年、東宝） - 桂木健一 役
- 郷愁（1988年、ATG） - 中山渉 役

### CM
- ペプシコーラ「マウンテンデュー」（1986年、谷本重美との共演）